# Федерація футболу Гаяни
Федерація футболу Гаяни (англ. Guyana Football Federation) — найвищий орган управління футболом у Гаяні. Одна з найстаріших спортивних організацій, заснована в 1902 році. Вона керує Елітною лігою ГФФ, національною збірною Гаяни з футболу та жіночою національною збірною Гаяни з футболу.
Гаяна піднялася на 92-е місце в рейтингу ФІФА між 2005 і 2007 роками після того, як не програвала чотирнадцять матчів поспіль. В останні роки гаянський футбол став більш популярним.
Грегорі Річардсон, Шон Бевені та Найджел Кодрінгтон — гравці національної збірної, які зараз виступають у професійних командах США та Європи.